# Short track alla XXXI Universiade invernale
Le gare di short track della XXXI Universiade invernale si sono svolte dal 19 al 21 gennaio 2023. In programma nove eventi.

## Partecipanti
- Argentina (1)
- Bulgaria (1)
- Canada (10)
- Cina (11)
- Taipei cinese (4)
- Rep. Ceca (2)
- Francia (6)
- Germania (4)
- Gran Bretagna (2)
- Ungheria (1)
- Italia (2)
- Giappone (10)
- Kazakistan (12)
- Lettonia (1)
- Mongolia (3)
- Paesi Bassi (6)
- Norvegia (1)
- Filippine (3)
- Corea del Sud (10)
- Svizzera (3)
- Turchia (1)
- Ucraina (4)
- Stati Uniti (10)

## Podi

### Uomini
| Evento           | Oro                                                                 | Tempo    | Argento                                                                                | Tempo    | Bronzo                                                                     | Tempo    |
| 500 m            | Shogo Miyata                                                        | 41"377   | Kim Tae-sung                                                                           | 41"791   | Li Kongchao                                                                | 41"886   |
| 1000 m           | Jang Sung-woo                                                       | 1'25"937 | Lee Jeong-min                                                                          | 1'26"029 | Kim Tae-sung                                                               | 1'26"071 |
| 1500 m           | Kim Tae-sung                                                        | 2'18"016 | Lee Jeong-min                                                                          | 2'18"130 | Jang Sung-woo                                                              | 2'18"164 |
| Staffetta 5000 m | Corea del Sud Jang Sung-woo Jeong Won-sik Kim Tae-sung Lee June-seo | 7'10"689 | Kazakistan Adil Galiakhmetov Valerij Klimenko Yerkebulan Shamukhanov Sanzhar Zhanissov | 7'12"409 | Paesi Bassi Peter Zeno de Boer Niels Kingma Daan Kos Bram Albert Steenaart | 7'12"450 |

### Donne
| Evento           | Oro                                                               | Tempo    | Argento                                             | Tempo    | Bronzo                                                                     | Tempo    |
| 500 m            | Choi Min-jeong                                                    | 44"050   | Wang Yichao                                         | 44"568   | Park Ji-yun                                                                | 44"723   |
| 1000 m           | Choi Min-jeong                                                    | 1'38"107 | Anna Seidel                                         | 1'38"134 | Seo Whi-min                                                                | 1'38"252 |
| 1500 m           | Choi Min-jeong                                                    | 2'40"301 | Kim Geon-hee                                        | 2'40"382 | Seo Whi-min                                                                | 2'40"530 |
| Staffetta 3000 m | Corea del Sud Choi Min-jeong Kim Geon-hee Park Ji-yun Seo Whi-min | 4'12"557 | Cina Cai Shenyi Hao Weiying Jia Huiling Wang Yichao | 4'14"642 | Stati Uniti Julia Letai Isabella Main Corinne Laine Stoddard Una Willhoite | 4'24"015 |

### Misti
| Evento          | Oro                                                                   | Tempo    | Argento                                                                                       | Tempo    | Bronzo                                                                                         | Tempo    |
| Staffetta mista | Francia Gwendoline Daudet Aurélie Lévêque Quentin Fercoq Mathéo Grall | 2'50"946 | Kazakistan Alina Azhgaliyeva Malika Yermek Yerkebulan Shamukhanov Adil Galiakhmetov Yana Khan | 2'43"750 | Giappone Hana Takahashi Mirei Nakashima Shuta Matsuzu Takumi Wada Haruna Nagamori Shogo Miyata | 2'43"849 |

## Medagliere
| Pos.   | Paese         | Oro | Argento | Bronzo | Totale |
| ------ | ------------- | --- | ------- | ------ | ------ |
| 1      | Corea del Sud | 7   | 4       | 5      | 16     |
| 2      | Giappone      | 1   | 0       | 1      | 2      |
| 3      | Francia       | 1   | 0       | 0      | 1      |
| 4      | Cina          | 0   | 2       | 1      | 3      |
| 5      | Kazakistan    | 0   | 2       | 0      | 2      |
| 6      | Germania      | 0   | 1       | 0      | 1      |
| 7      | Paesi Bassi   | 0   | 0       | 1      | 1      |
| 8      | Stati Uniti   | 0   | 0       | 1      | 1      |
| Totale | Totale        | 9   | 9       | 9      | 27     |